# Karabin maszynowy A-12,7
A-12,7 – lotniczy wielkokalibrowy karabin maszynowy, konstrukcji radzieckiej, z okresu po II wojnie światowej.

## Historia
Broń została opracowana przez zespół konstruktorów pod kierunkiem inż. N. Afanasjewa. Oficjalnie został przyjęty do uzbrojenia w roku 1953.
W karabin A-12,7, został uzbrojony śmigłowiec Mi-4. Umieszczono go w podkadłubowym stanowisku ogniowym NUW-1. Później zastosowano go również w śmigłowcu Mi-6, samolocie MiG-15 UTI (zabudowany w przodzie kadłuba) oraz MiG-21U, MiG-21US, MiG-21UM (w podwieszanym zasobniku).
Karabin został zmodernizowany. Powstała wersja A-12,7P, charakteryzująca się większą szybkostrzelnością. Zamiast 1100 strz./min, osiągała ona 1400 strz./min. Karabin maszynowy A-12,7P został zamontowany w ruchomym stanowisku strzeleckim NUW-1MK. Zostały w nie uzbrojone śmigłowce Mi-24A i Mi-8TW/TWK/MT.
Automatyka karabinu A-12,7 działa na zasadzie odprowadzenia gazów przez boczny otwór w ściance lufy. Wysoką szybkostrzelność osiągnięto poprzez zastosowanie specjalnego mechanizmu dosyłającego nabój z ogniwka taśmy do komory nabojowej.